# ジェームズ・マレー (初代グレンライオン男爵)
初代グレンライオン男爵ジェームズ・マレー（英語: James Murray, 1st Baron Glenlyon KCH FRS、1782年5月29日 – 1837年10月12日）は、イギリスの貴族、軍人、政治家。庶民院議員（在任：1807年 – 1812年）、寝室侍従（在任：1812年 – 1832年）を務めた。軍人としての最終階級は陸軍中将。

## 生涯
第4代アソル公爵ジョン・マレーと妻ジェーン（Jane、旧姓カスカート（Cathcart）、1790年12月4日没、第9代カスカート卿チャールズ・カスカートの娘）の次男として、1782年5月29日に生まれた。
1798年3月10日、コルネット（騎兵少尉）としてイギリス陸軍の軽竜騎兵第10連隊に入隊した。1799年に中尉に、1801年8月22日に大尉に昇進した。1802年に一旦半給になったものの、1804年6月30日に西インド第6連隊（6th West India Regiment）に転じ、1805年5月4日に歩兵第79連隊の少佐に昇進した。
父は1805年にマレーのためにマン島副総督の官職を申請したが、却下された。マレーは代わりに1806年初にロイヤル・マンクス・フェンシブルスの副隊長に就任、1809年3月18日に隊長に昇進した。その後、再び半給になった。
1806年2月22日、小ピットの葬儀に出席した。
1807年イギリス総選挙で父の支持を受けてパースシャー選挙区から出馬、現職議員デイヴィッド・グラームが選挙戦に挑まず撤退したこともあって無投票で当選した。議会で演説した記録はなく、投票した記録も3、4回だけ（いずれも政府を支持）だった。父は首相スペンサー・パーシヴァルにマレーの叙爵を申請したが、失敗に終わり、一方で寝室侍従の任命申請は成功した。これにより、マレーは1812年2月にチルターン・ハンドレッズ執事に就任する形で議員を辞任、3月10日に摂政王太子ジョージ（後の国王ジョージ4世）により寝室侍従に任命された。1813年6月15日、摂政王太子ジョージのエー＝ド＝カン（副官）を1813年6月4日付で任命された。その後、1819年にエー＝ド＝カンを退任した。
1818年4月9日、王立協会フェローに選出された。
1818年12月2日、ジョージ3世妃シャーロットの葬儀に出席した。
1819年8月12日、少将に昇進した。1820年、ロイヤル・ゲルフ勲章ナイト・コマンダーを授与された。
1821年戴冠式記念叙勲において、1821年7月17日に連合王国貴族であるパースシャーにおけるグレンライオンのグレンライオン男爵に叙された。貴族院では1832年の第1回選挙法改正に賛成票を投じた。
1830年7月19日、国王ジョージ4世の葬儀に出席した。1831年9月8日、国王ウィリアム4世の戴冠式に出席した。
1832年5月23日までに寝室侍従を辞任した。
1833年の奴隷廃止法によりイギリスにおける奴隷制度が廃止されると、1837年奴隷補償法に基づき補償金を受け取った。
1837年1月10日、陸軍中将に昇進した。
高価な美術品収集を趣味とし、これが理由となって晩年には財政難に陥った。
1837年10月12日にセント・ジェームズ・ストリートにあるフェントンズ・ホテル（Fenton's Hotel）で死去、30日にダンケルで埋葬された。息子ジョージ・オーガスタス・フレデリック・ジョンが爵位を継承した。

## 家族
1810年5月19日、エミリー・フランシス・パーシー（Emily Frances Percy、1789年1月7日 – 1844年6月21日、第2代ノーサンバーランド公爵ヒュー・パーシーの娘）と結婚、2男2女をもうけた。
- ジョージ・オーガスタス・フレデリック・ジョン（1814年9月20日 – 1864年1月16日） - 第2代グレンライオン男爵、第6代アソル公爵[2]
- ジェームズ・チャールズ・プランタジネット（James Charles Plantagenet、1819年12月8日 – 1874年6月3日） - 1851年11月6日、エリザベス・マージョリー・フェアホーム（Elizabeth Marjory Fairholme、1888年10月11日没、G・フェアホームの娘）と結婚、子供あり[2]
- シャーロット・オーガスタ・レオポルディナ（Charlotte Augusta Leopoldina、1889年5月2日没） - 1847年6月10日、聖職者コート・グランヴィル（Court Granville、1871年没）と結婚[2]
- フランシス・ジュリエット（Frances Juliet、1858年11月4日没） - 1840年1月16日、チャールズ・ヘンリー・メイナード閣下（Hon. Charles Henry Maynard、第3代メイナード子爵ヘンリー・メイナード（英語版）の息子）と結婚[2]